# Philharmostes aeneoviridis
Philharmostes aeneoviridis là một loài bọ cánh cứng trong họ Hybosoridae. Loài này được Kolbe miêu tả khoa học năm 1895.